# Prezidentské volby na Slovensku 2009
Prezidentské volby na Slovensku v roce 2009 se konaly 21. března 2009 (1. kolo) a 4. dubna 2009 (2. kolo). Jednalo se již o třetí přímou volbu slovenského prezidenta (první proběhla v roce 1999, druhá roku 2004).
Prvního kola se zúčastnilo celkem 7 kandidátů, jeho vítězem se stal se ziskem 46,70 % hlasů dosavadní prezident Ivan Gašparovič. Do druhého kola s ním postoupila Iveta Radičová, která získala 38,05% hlasů. Volební účast byla 43,63%.
V druhém kole zvítězil Ivan Gašparovič se ziskem 55,53 % hlasů.

## Kandidáti

### Ivan Gašparovič

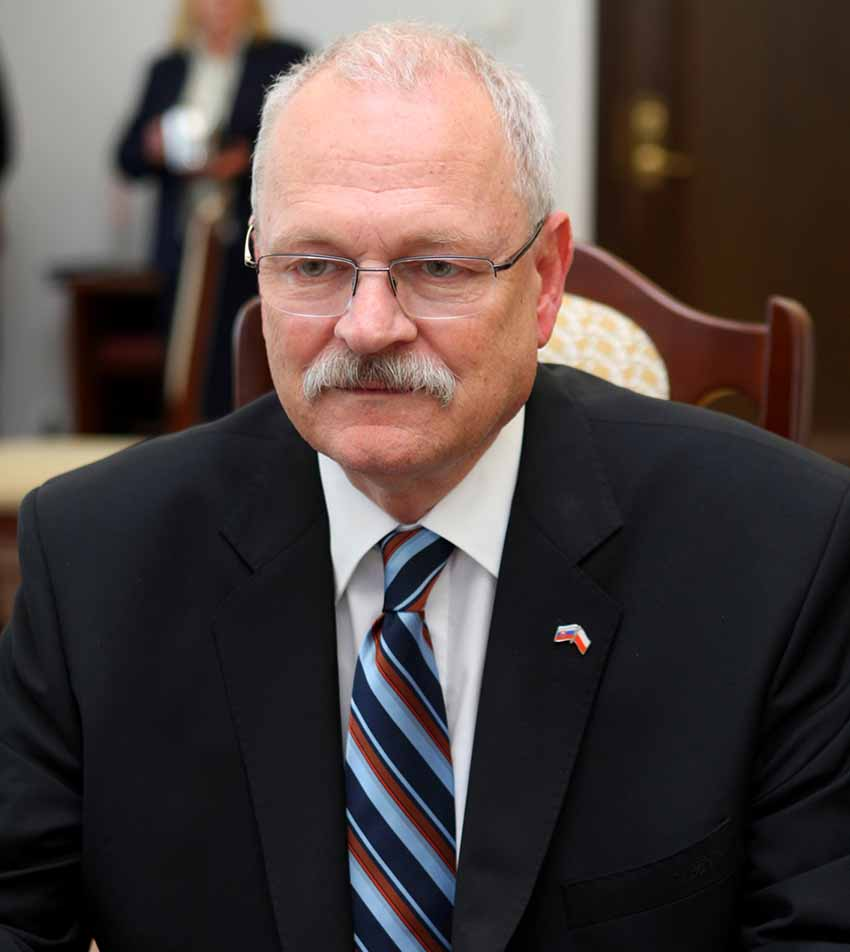
Ivan Gašparovič

Ivan Gašparovič kandidoval z pozice současného prezidenta jako nezávislý kandidát. Ve svém programu, který nesl název "Myslím národne, cítim sociálne", se hlásil mimo jiné k vlastenectví, sociální spravedlnosti a k posílení mezinárodního postavení Slovenska. Gašparoviče podpořil premiér Robert Fico, pro něhož představoval "záruku stability".
Podporu kandidátovi pro obě kola vyjádřily následující strany:
- SMER – sociálna demokracia [2]
- Slovenská národná strana [3]
- Hnutie za demokraciu
- Nová demokracia

Pro druhé kolo kandidáta podpořily následující strany:
- Komunistická strana Slovenska [4]

### Iveta Radičová

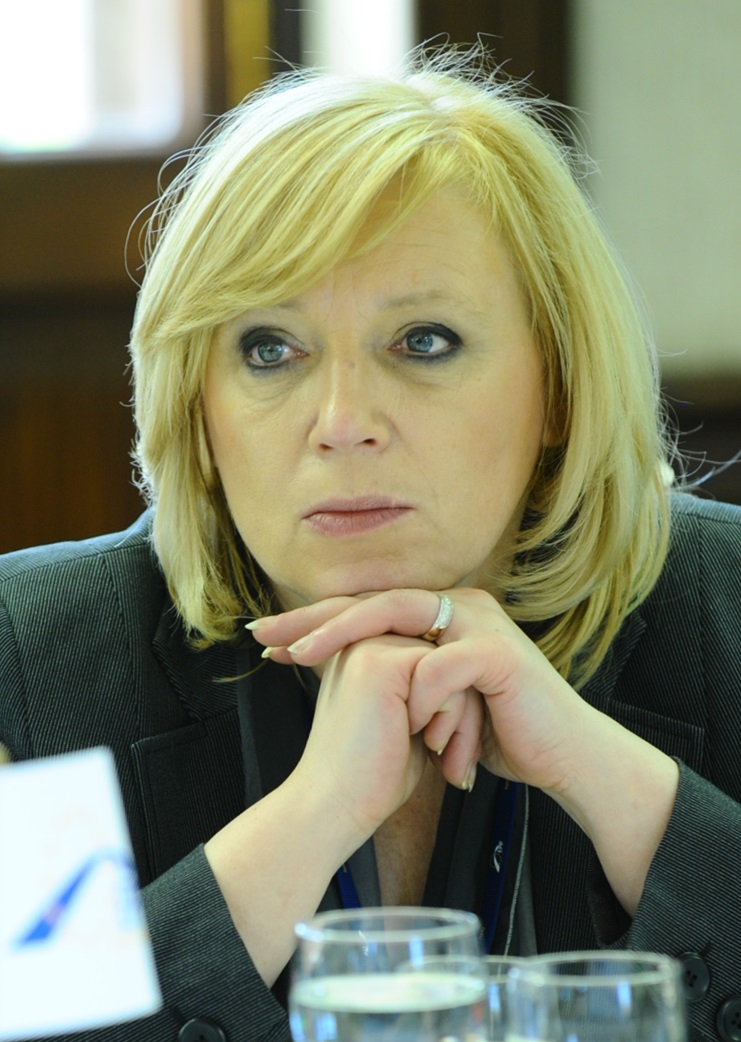
Iveta Radičová

Iveta Radičová se ucházela o post prezidentky jako bývalá ministryně práce, sociálních věcí a rodiny. Od roku 2006 byla místopředsedkyní SDKU-DS. Kandidaturu oznámila v listopadu 2007.
Heslem kandidatury bylo "Nájdime odvahu byť lepší".
Podporu kandidátce pro obě dvě kola vyjádřily následující strany:
- Slovenská demokratická a kresťanská únia - Demokratická strana [6]
- Strana maďarskej koalície – Magyar Koalíció Pártja [7]
- Kresťanskodemokratické hnutie [8]
- Občianska konzervatívna strana [9]
- Občiansko liberálna strana LIGA [10]
- Sloboda a Solidarita

### František Mikloško
František Mikloško kandidoval jako představitel konzervativního proudu. Mezi programové teze kandidáta patřila úcta ke křesťanským kořenům a paměti národa. Jeho heslo bylo "Môžem sa vám pozrieť do očí". Mikloško hodlal stát na straně lidí pohybujících se na okraji společnosti a upřednostňovat zájmy Slovenska.
Mikloško kandidoval za stranu Konzervativních demokratů Slovenska.

### Zuzana Martináková
Zuzana Martináková je bývalá novinářka liberální orientace. V těchto volbách kandidovala za Slobodné fórum jako "občanská kandidátka", která odmítla vidět prezidentskou volbu skrze hledisko "vládně-opoziční zápasu". Mezi její priority patřila sociální oblast, zdravotnictví, školství, životní prostředí, kultura a bezpečnost.
Martináková získala podporu Evropské liberální, demokratické a reformní strany.

### Milan Melník
Milan Melník vstoupil do voleb s podporou Hnutí za demokratické Slovensko. Jeho kandidatura byla vnímána jako projev nesouhlasu Vladimíra Mečiara s podporou zbytku vládní koalice Gašparovičovi. Melník byl označován za poměrně neznámého kandidáta, v průzkumech veřejného mínění se pohyboval pouze v rozmezí 1-2 % hlasů.
Heslem kampaně bylo "Osobnosť pre svet, srdce pre Slovensko". 

### Dagmar Bollová
Dagmar Bollová byla nezávislou levicovou kandidátkou. Od roku 2002 do roku 2006 byla poslankyní za Komunistickou stranu Slovenska a pozorovatelkou voleb v Bělorusku za Organizaci pro bezpečnost a spolupráci v Evropě.

### Milan Sidor
Milan Sidor kandidoval s podporou Komunistické strany Slovenska.

## Výsledky 1. kola

### Souhrnné výsledky
Následující tabulka znázorňuje počet a procento celkem odevzdaných hlasů za Slovensko pro jednotlivé kandidáty a jejich pořadí. Barevně odlišení kandidáti postoupili do druhého kola.
|    | Kandidát           | Počet hlasů | v %    |
| -- | ------------------ | ----------- | ------ |
| 1. | Ivan Gašparovič    | 876 061     | 46,70  |
| 2. | Iveta Radičová     | 713 735     | 38,05  |
| 3. | František Mikloško | 101 573     | 5,42   |
| 4. | Zuzana Martináková | 96 035      | 5,12   |
| 5. | Milan Melník       | 45 985      | 2,45   |
| 6. | Dagmar Bollová     | 21 378      | 1,14   |
| 7. | Milan Sidor        | 20 862      | 1,11   |
|    | celkem             | 1 875 629   | 100,00 |

### Výsledky podle okresů
Následující tabulka znázorňuje procento odevzdaných hlasů pro kandidáty podle typu okresů.
|                       | Bollová | Gašparovič | Martináková | Melník | Mikloško | Radičová | Sidor |
| --------------------- | ------- | ---------- | ----------- | ------ | -------- | -------- | ----- |
| Města a městské části | 1,09    | 42,20      | 5,35        | 2,11   | 5,61     | 42,54    | 1,06  |
| Obce                  | 1,19    | 52,28      | 4,82        | 2,86   | 5,16     | 32,49    | 1,16  |
| Slovensko (celkem)    | 1,13    | 46,70      | 5,12        | 2,45   | 5,41     | 38,05    | 1,11  |

## Výsledky 2. kola
Vítězem druhého kola konaného 4. dubna 2009 za účasti 2 242 162 voličů (51,67 % všech voličů) se stal Ivan Gašparovič.
| Kandidát        | Počet % | Počet hlasů |
| --------------- | ------- | ----------- |
| Ivan Gašparovič | 55,53 % | 1 234 787   |
| Iveta Radičová  | 44,47 % | 988 808     |